# Famille de Noé
Pour les articles homonymes, voir Noé.
La famille de Noé est une famille subsistante de la noblesse française d'extraction chevaleresque originaire du Pays toulousain qui a donné plusieurs branches fixées en Gascogne, en Suisse et en Autriche.
Cette famille compte parmi ses membres un évêque, un maire de Bordeaux, un officier propriétaire de terres et d'esclaves dans la colonie française de Saint-Domingue, un botaniste et un illustrateur. Deux de ses membres sont pairs de France à la Restauration.

## Histoire
La famille de Noé est une famille d'extraction chevaleresque, qui tient son nom du village de Noé, au sud de Toulouse,. On trouve des seigneurs de Noé dès le XIe siècle, dont probablement Arnaud de Noé, chevalier croisé en 1248,,. Au XVIIe siècle, la famille de Noé prouve devant l'intendant de Languedoc Claude Bazin de Bezons une filiation suivie remontant à 1356 avec Jean, seigneur de Noé, de Samasan et de Saint-Ferréol,.
La famille de Noé forme plusieurs branches, notamment une fixée en Armagnac, une autre qui en est issue et qui entre en possession au XVIe siècle de L’Isle-d’Arbéchan à qui elle donne son nom et qui devient L'Isle-de-Noé,, une troisième passée en Suisse puis en 1724 en Autriche donnée comme encore subsistante au début du XIXe siècle et une quatrième qui a possédé les seigneuries de Montesquieu-Guittaut, de Saint-Ferréol-de-Comminges et de Samazan.
Des membres de la famille de Noé portent à partir du XVIIe siècle la qualification de marquis de Noé,,. Louis de Noé est admis aux honneurs de la Cour en 1753 et Louis-Pantaléon de Noé en 1756,,. Ce dernier est créé pair de France héréditaire en 1815 pendant la Restauration. Son fils Louis-Pantaléon-Jude-Amédée de Noé lui succède comme pair de France en 1816,. La famille de Noé est une famille subsistante de la noblesse française.

## Personnalités
- Louis de Noé (1723-1793), maire de Bordeaux, frère du suivant ;
- Marc-Antoine de Noé (1724-1802), dernier évêque de Lescar et évêque concordataire de Troyes, frère du précédent ;
- Louis-Pantaléon de Noé (1728-1816), officier, propriétaire de terres et d'esclaves dans la colonie française de Saint-Domingue, cousin germain des deux précédents ;
- Louis-Pantaléon-Jude-Amédée de Noé (1777-1858), émigré, pair de France, fils du précédent ;
- François-Thomas de Noé (1806-1887), dit « Frank de Noé » et « le vicomte de Noé » puis le « marquis de Noé », fils du précédent ;
- Cham, pseudonyme d'Amédée Charles Henri de Noé (1818-1879), illustrateur, caricaturiste et dramaturge, frère du précédent et fils de Louis-Pantaléon-Jude-Amédée de Noé.

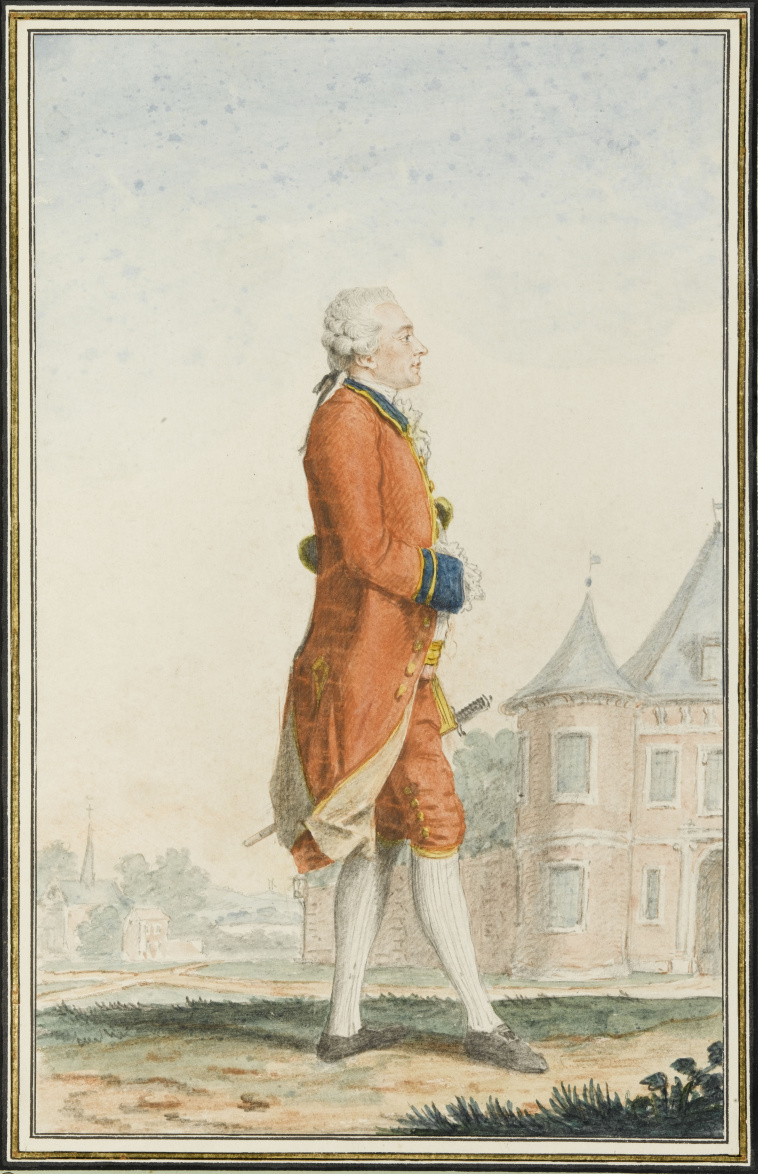
Louis de Noé (1723-1793)
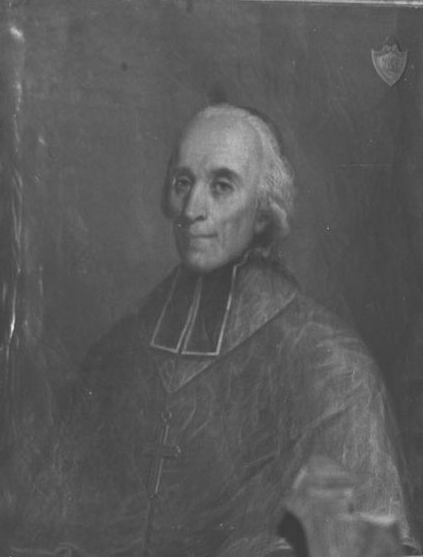
Marc-Antoine de Noé (1724-1802)
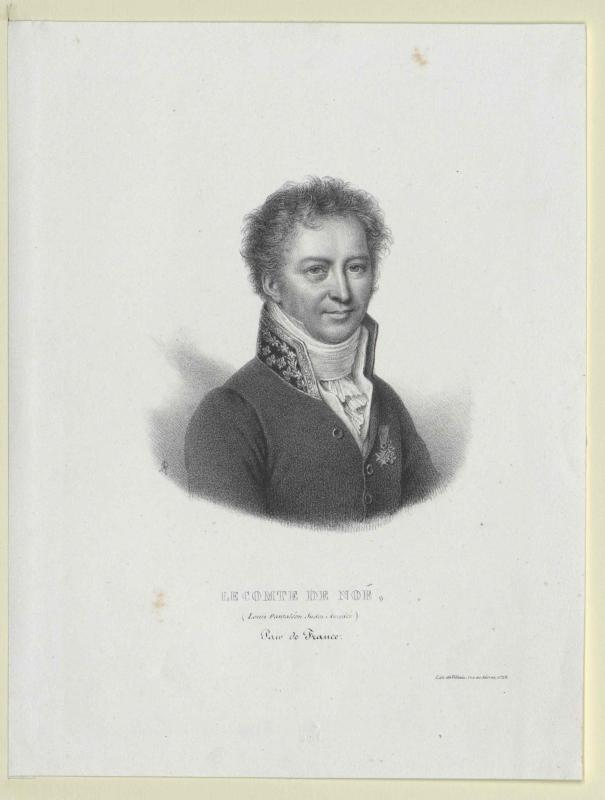
Louis-Pantaléon-Jude-Amédée de Noé (1777-1858)
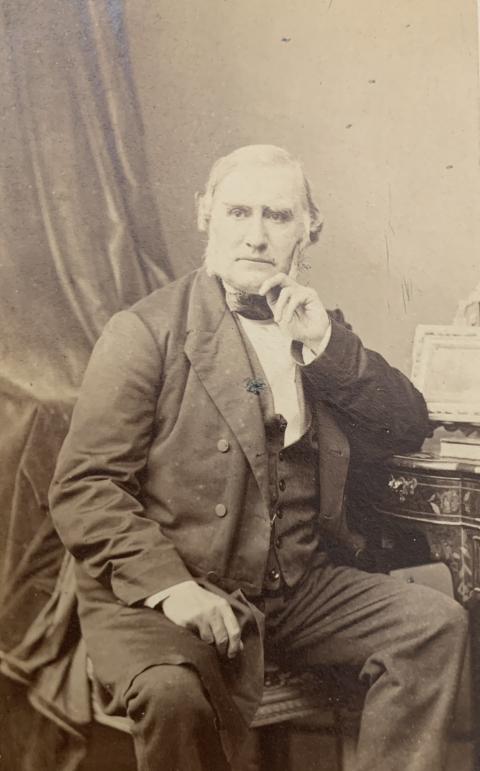
Franck de Noé (1806-1887)
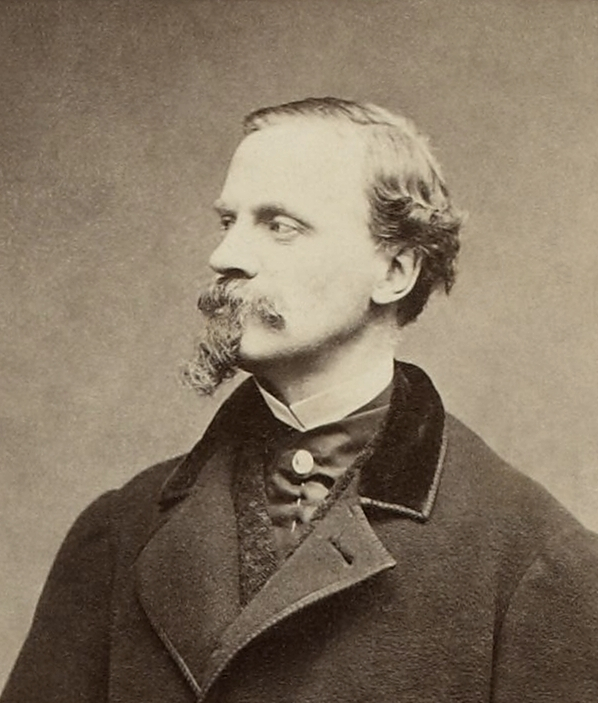
Cham ou Amédée Charles Henri de Noé (1818-1879)

## Héraldique
| Blason | Blasonnement : Losangé d'or et de gueules,. |

## Généalogie
- Jean de Noé, seigneur de Noé, de Samasan et Saint-Ferréol cité en 1356, époux d'Andriotte du Palays[8],[3].
  - Jean de Noé, seigneur de Noé, co-seigneur de Savères, teste le 21 octobre 1415, époux de Brayde d’Orbessan ou d'Aubérie du Palias[8],[3],[6].
    - Bertrand, chambellan du dauphin, capitaine de Sainte-Gabelle et Rigaud[8],[3],[6].
    - Bernard ou Bertrand de Noé, seigneur de Noé, Savères, Saint-Ferréol, Montesquieu, Samasan , etc. époux en 1443 de Misène Isalguier[8],[3],[6].
      - Hugues, auteur de la branche de Montoussin[8],[18].
      - Manaud de Noé, seigneur de Noé, de Montesquieu, de Samasan , etc. qui épouse en 1480 Jeanne de Voisins[8],[3],[6].
        - Jean de Noé, seigneur de Noé, Savères etc. marié à Léonor de Mauléon[12],[3],[6].
          - Roger de Noé, seigneur de Noé et de L'Isle en Armagnac, chevalier de l'Ordre du roi, marié en 1541 à Françoise de Benque[12],[3],[6].
            - Géraud de Noé, seigneur de Noé, marié en 1574 avec Catherine de Narbonne[12],[19],[6].
              - 
                - Urbain de Noé, seigneur de Noé, baron de l'Isle, sénéchal et gouverneur des Quatre-Vallées, marié en 1592 à Marie de Mauléon[12],[19],[6].
                  - Louis de Noé, baron de l'Isle, marquis de Noé, sénéchal et gouverneur des Quatre-Vallées, marié en 1625 à Gabrielle de Frontenac[12],[19],[6].
                    - Roger de Noé, baron de l'Isle, marquis de Noé, sénéchal et gouverneur des Quatre-Vallées, marié en 1666 à Marguerite du Pouy[12],[19],[6].
                      - Marc-Roger de Noé, baron de l'Isle, marquis de Noé, sénéchal et gouverneur des Quatre-Vallées, épouse en 1714 Charlotte Marguerite Colbert de Saint-Mars[12],[20],[6].
                        - Jacques-Roger de Noé, baron de l'Isle, marquis de Noé sénéchal et gouverneur des Quatre-Vallées, marié en 1746 à Jacquette Taffanel de La Jonquière[12],[21],[6].
                        - Marc-Antoine de Noé, évêque de Lescar puis de Troyes[21],[6].
                        - Louis de Noé, vicomte de Noé, maire de Bordeaux[21].

                      - Louis de Noé, comte de Noé marié en 1726 à Marie-Anne-Élisabeth de Bréda[12],[21],[6].
                        - Louis-Pantaléon de Noé (1728-1816) pair de France (1815), marié en 1776 à sa cousine Charlotte de Noé[12],[21],[6].
                          - Louis-Pantaléon-Jude-Amédée de Noé (1777-1855) pair de France, marié en 1804 à Françoise-Catherine Hallidey[12],[22],[6].
                            - François-Thomas de Noé (1806-1887), marié en 1831 à Laurette-Marie-Mélanie Trousset[23],[6].
                              - Marie-Alexandre-Roger de Noé (1835-1877), épouse en 1861 Nicolette-Jenny Saunier[23],[6].
                                - Marie-Armand-Joseph-Samuel de Noé, épouse en 1896 Mercedes-Luisa Gusman-Blanco, dont postérité[23].

                            - Amédée Charles Henri de Noé (1818-1879), connu sous le pseudonyme de Cham[23],[6].

          - Gaspard de Noé, seigneur de Montesquieu, auteur des branches de Montesquieu et de Samasan[12],[23],[6].

  - Roger, évêque de Lombez[8],[3].